# Tamásio
Tamásio, en grec moderne : Ταμάσιο, est un ancien dème du district régional de Kardítsa, en Thessalie, Grèce. Depuis 2010, il est fusionné au sein du dème de Sofádes.
Selon le recensement de 2011, la population du dème compte 2 962 habitants.